# Nichtwähler
Nichtwähler bezeichnet wahlberechtigte Personen, die sich nicht an politischen Wahlen beteiligen, somit nicht zur Wahlbeteiligung beitragen. Der Begriff wird im allgemeinen Sprachgebrauch und der Berichterstattung der Medien im Zusammenhang mit politischen Wahlen benutzt. Sanktioniert wird das Nichtwählen nur in Ländern mit einer Wahlpflicht.

## Phänomen

### Nichtwähler in Deutschland
Die Wahlbeteiligung in Deutschland hat im Schnitt seit 1949 auf allen Ebenen des politischen Systems unterschiedlich stark abgenommen. Auffallend hoch ist der Anteil der Nichtwähler bei Kommunal-, Regional-, Landtags-, und Europawahlen. Bei den Europawahlen stieg der Anteil der Nichtwähler seit 1979 von 34,3 % auf 57,0 % (Europawahl 2004); bei Bundestagswahlen hat er sich sogar mehr als verdreifacht, von 8,9 % (1972) auf 29,2 % (2009). In den letzten Jahren ist teilweise ein Rückgang der Nichtwähleranteile zu beobachten.
| Politische Ebene                                             | Zeitraum      | Minimum(x) (Jahr)  | Maximum(x) (Jahr) | Grafische Darstellung (Werte in Prozent aller Wahlberechtigten) |
| ------------------------------------------------------------ | ------------- | ------------------ | ----------------- | --------------------------------------------------------------- |
| Europawahlen                                                 | 1979 bis 2024 | 34,3 % (1979)      | 57,0 % (2004)     |                                                                 |
| Bundestagswahlen                                             | 1949 bis 2025 | 08,9 % (1972)      | 29,2 % (2009)     |                                                                 |
| Landtagswahlen Baden-Württemberg                             | 1952 bis 2021 | 20,0 % (1972)      | 46,6 % (2006)     |                                                                 |
| Landtagswahlen Bayern                                        | 1946 bis 2023 | 17,7 % (1954)      | 42,9 % (2003)     |                                                                 |
| Wahlen zum Abgeordnetenhaus Berlin                           | 1946 bis 2023 | 07,1 % (1958)      | 42,0 % (2006)     |                                                                 |
| Landtagswahlen Brandenburg                                   | 1990 bis 2024 | 27,1 % (2024)      | 52,1 % (2014)     |                                                                 |
| Bürgerschaftswahlen Bremen                                   | 1947 bis 2023 | 16,0 % (1955)      | 49,8 % (2015)     |                                                                 |
| Bürgerschaftswahlen Hamburg                                  | 1946 bis 2020 | 16,0 % (1982 Dez.) | 43,1 % (2015)     |                                                                 |
| Landtagswahlen Hessen                                        | 1946 bis 2023 | 12,3 % (1978)      | 39,0 % (2009)     |                                                                 |
| Landtagswahlen Mecklenburg-Vorpommern                        | 1990 bis 2021 | 20,6 % (1998)      | 48,5 % (2011)     |                                                                 |
| Landtagswahlen Niedersachsen                                 | 1947 bis 2022 | 15,6 % (1974)      | 42,9 % (2008)     |                                                                 |
| Landtagswahlen Nordrhein-Westfalen                           | 1950 bis 2022 | 13,9 % (1975)      | 44,5 % (2022)     |                                                                 |
| Landtagswahlen Rheinland-Pfalz                               | 1947 bis 2021 | 09,6 % (1983)      | 41,8 % (2006)     |                                                                 |
| Landtagswahlen Saarland                                      | 1947 bis 2022 | 04,3 % (1947)      | 44,5 % (2004)     |                                                                 |
| Landtagswahlen Sachsen                                       | 1990 bis 2024 | 25,6 % (2024)      | 50,8 % (2014)     |                                                                 |
| Landtagswahlen Sachsen-Anhalt                                | 1990 bis 2021 | 28,5 % (1998)      | 55,6 % (2006)     |                                                                 |
| Landtagswahlen Schleswig-Holstein                            | 1947 bis 2022 | 15,2 % (1983)      | 39,8 % (2012)     |                                                                 |
| Landtagswahlen Thüringen                                     | 1990 bis 2024 | 25,2 % (1994)      | 47,3 % (2014)     |                                                                 |
| (×) Anteil der Nichtwähler bezogen auf alle Wahlberechtigten |               |                    |                   |                                                                 |

### Nichtwähleranteil und Ausschöpfungsquote
Der Bundeswahlleiter veröffentlicht in der Auswertung der Wahlergebnisse auch Informationen zum Nichtwähleranteil und den Ausschöpfungsquoten der Parteien. Die Berechnung der Ausschöpfungsquote erfolgt mittels Division der absoluten Zweitstimmenanzahl durch die Anzahl der Wahlberechtigten. Der Nichtwähleranteil ergibt sich analog, indem die Zahl der Nichtwähler (Differenz zwischen Wahlberechtigten und abgegebenen Zweitstimmen) durch die Anzahl der Wahlberechtigten dividiert wird.

### Nichtwähler in anderen Ländern
Die Situation in Österreich ist durchaus mit Deutschland vergleichbar. Hier stieg der Nichtwähleranteil bei den Nationalratswahlen von etwa 9 Prozent im Jahr 1979 auf etwa 21 Prozent im Jahr 2008.
Die Zahl der Nichtwähler ist in der Schweiz deutlich höher als in Deutschland und liegt seit 1979 bei den Nationalratswahlen über 50 Prozent aller Wahlberechtigten.
In Frankreich hat in den sog. „Banlieues“ bei den Regionalwahlen die Nichtbeteiligung eine Quote von bis zu 70 Prozent erreicht, was als Indiz für eine Desintegration nicht nur der Wahlbürger, sondern der Gesellschaft gewertet wird.
In den USA liegen die Nichtwähler seit Jahrzehnten deutlich über 50 Prozent aller Wahlberechtigten.

## Mögliche Auswirkungen
Sieht man eine Wahl als Einzelereignis, so hat der Anteil der Nichtwähler keine erkennbare Auswirkung auf das Wahlergebnis, wenn man von der Änderung der Wahlbeteiligung oder der absoluten Stimmenanzahl zur Überwindung einer Sperrklausel absieht. Betrachtet man dagegen im Vergleich zur letzten Wahl die Wählerwanderung in das Lager der Nichtwähler, so sind in bestimmten Fällen Rückschlüsse auf den Einfluss der Nichtwähler möglich.
Nach dem geltenden Wahlrecht in praktisch allen Ländern werden die Mandate bzw. Sitze auf der Grundlage der abgegebenen gültigen Stimmen verteilt. Durch die Nichtteilnahme an Wahlen wird die Bezugsbasis (gültige Stimmen), auf die sich der relative Anteil einer Partei bezieht, verkleinert. Nach den Regeln der Bruchrechnung wird also der Nenner zunächst einmal kleiner. Besonders Parteien mit einer stabilen Stammwählerschaft profitieren dadurch vom konstanten Zähler (Stimmenzahl) in der Bruchrechnung.
{\displaystyle {\text{Parteiergebnis}}={\frac {\text{Stimmenzahl}}{\text{Bezugsbasis}}}\cdot 100\,\%}
Beispiel 1:
Angenommen, die Partei X habe ein nahezu stabiles Wählerpotential von 95.000 Stimmen. Die Zahl der abgegebenen gültigen Stimmen beträgt zuerst 2.000.000. Die Partei X erreicht also 4,75 % und scheitert an der 5 %-Klausel.
Bei der nächsten Wahl steigt die Zahl der Nichtwähler. Das führt dazu, dass die Zahl der abgegebenen gültigen Stimmen auf 1.800.000 sinkt. Die Partei X verliert auch leicht, bleibt aber bei insgesamt 91.000 Stimmen recht stabil. Sie erreicht durch die gesunkene Bezugsbasis jetzt 5,06 % der gültigen Stimmen und schafft die 5 %-Hürde.
Beispiel 2:
Die Parteien A und B erreichten bei der letzten Wahl jeweils 46 % der gültigen 2.000.000 Stimmen. Somit erhielt jede der beiden Parteien 920.000 Stimmen.
Bei der nächsten Wahl mit 1.800.000 gültigen Stimmen verliert Partei A massiv und erreicht nur noch 756.000 Stimmen. Partei B bleibt relativ konstant und erreicht 918.000 Stimmen. Der prozentuale Anteil von Partei A sinkt auf 42 % der gültigen Stimmen während Partei B trotz fast gleich bleibender Stimmenzahl mit 51 % die absolute Mehrheit erreicht.
Beispiel 3:
Wandern bei allen Parteien A, B und X die Wähler ins Lager der Nichtwähler ab, so hängt die Wirkung davon ab, wie sich die Anteile auf die Parteien verteilen. Verlieren alle absolut gleich viel, beispielsweise 20.000 Stimmen, so ist natürlich Partei X am stärksten im Nachteil. Verlieren jedoch alle durch Abwanderung an die Nichtwähler prozentual gleich viel, so ändern sich die Mehrheitsverhältnisse dadurch nicht.
In der Praxis gibt es bedeutsame Veränderungen der Nichtwähleranteile immer wieder. So trug der drastische Anstieg des Nichtwähleranteiles bei der Landtagswahl in Bayern 2003 im Vergleich zu 1998 wesentlich dazu bei, dass die CSU trotz eigener Stimmenverluste die Zweidrittelmehrheit der Sitze errang. Bei der Landtagswahl in Baden-Württemberg 2011 trug ein deutlicher Rückgang der Nichtwählerzahl im Vergleich zur vorhergehenden Wahl wesentlich zu einem Machtwechsel bei.

## Typen von Nichtwählern
Die Einteilung in Typen von Nichtwählern ist je nach Autor unterschiedlich. So teilt Oskar Niedermayer die Nichtwähler in vier Gruppen ein:
- die Desinteressierten
- die rational Abwägenden
- die Protestwähler
- die „technischen“ Nichtwähler

Nach Karl-Rudolf Korte ist die Diskussion um die Gründe für den Anstieg der Nichtwähler keineswegs entschieden. Aus der Sicht der zunehmenden Delegitimierung des gesamten politischen Systems (Krisenthese siehe weiter unten) werden folgende Ursachen genannt:
- Parteien- und Politikverdrossenheit
- Unzufriedenheit mit dem politischen System
- soziale und wirtschaftliche Unzufriedenheit

Aus der entgegengesetzten Sicht (Normalisierungsthese siehe weiter unten) sei eher die steigende Zufriedenheit eine Ursache der steigenden Anzahl der Nichtwähler.
Eine vorsichtige Einteilung in Typen von Nichtwählern lautet:
- verdrossene, unzufriedene Nichtwähler
- politisch nicht betroffene Nichtwähler

Nach Thomas Kleinhenz spricht Vieles für die Wirkung von Periodeneffekten. Er teilt die Nichtwähler in sieben Gruppen ein:
- der „Randständige“
- der „desinteressierte Passive“
- der „Saturierte“
- der „aufstiegsorientierte Jüngere“
- der „junge Individualist“
- der „politisch Aktive“
- der „enttäuschte Arbeiter“

Zusammenfassend kann gesagt werden:
Die rational abwägenden, konjunkturellen oder periodischen Nichtwähler stellen die größte Gruppe der Nichtwähler. Nach einem Erklärungsansatz, der von Prämissen des rationalen Wählers ausgeht, enthalten sich Nichtwähler dieser Gruppe lediglich bei einzelnen Wahlen ihrer Stimme und entscheiden situativ von Wahl zu Wahl, ob sie sich beteiligen wollen oder nicht – je nachdem welche Bedeutung sie der Wahl nach einer Kosten-Nutzen-Abwägung beimessen (Bundestagswahlen zum Beispiel sehr viel höher als Europawahlen). Sozialpsychologischen Deutungsansätzen zufolge sind sie meist mit dem System zufrieden, verfügen über keine oder nur geringe Parteibindung und tendieren ganz allgemein aufgrund kognitiver Dissonanzen zu wechselhaftem Wahlverhalten. Die konjunkturellen Nichtwähler stehen im Zentrum des wissenschaftlichen Interesses der Wahlforschung.
Eine weitere Gruppe stellen die grundsätzlichen Nichtwähler dar, die sich aus sehr unterschiedlichen Gründen bei mehreren Wahlen hintereinander oder nie an politischen Wahlen beteiligen. Dazu zählen Bürger, die etwa aus struktureller Opposition zum politischen System oder religiösen Gründen nicht wählen, wie z. B. die Zeugen Jehovas (siehe Abschnitt Verhältnis zum Staat) oder die Christadelphians. Bei ihnen ist die Nichtteilnahme eine bewusste Entscheidung. Ihre Zahl wird als sehr gering geschätzt. Zu den grundsätzlichen Nichtwählern gehören aber auch all jene, die aus mangelndem politischen Interesse und großer Distanz gegenüber den politischen Institutionen nie ihre Stimme abgeben. Tom Strohschneider sprach nach der sehr schwachen Beteiligung bei der Landtagswahl in Sachsen (31. August 2014) generell von „Demokraten auf dem Sofa“.
Ebenso gibt es Menschen, die nicht wählen, weil ihre Stimme nur eine von mehreren Millionen Stimmen ist. Sie wählen nicht, weil sie glauben, dass ihre Stimme kein Gewicht hat und damit keinen nennenswerten Einfluss auf das Wahlergebnis hat.
Die bekennenden Nichtwähler wollen mit ihrer Wahlenthaltung politischen Protest artikulieren. Sie verfügen oft über eine starke Parteiidentifikation und sehen die Wahlenthaltung als „Abstrafen“ ihrer Partei. Nichtwählerforscher Michael Eilfort sieht hier in der Wahlenthaltung das Ergebnis einer bewussten Entscheidung durch politisch informierte und interessierte Bürger. Die Nichtwahl aus Gründen des politischen Protests wird bisweilen auch mit dem Ansatz des Rational Voter erklärt, beispielsweise wenn Nichtwähler der Auffassung sind, mit Hilfe ihres Stimmenentzugs könne in der „abgestraften Partei“ unmittelbar nach der Wahl ein programmatischer Umorientierungsprozess einsetzen. „Rationale“ Nichtwähler bewerten dann den erwarteten persönlichen Nutzen einer solchen innerparteilichen Debatte höher als eine sonst übliche Stimmabgabe für diese Partei.
Die so genannten unechten Nichtwähler, auch technische Nichtwähler genannt, entstehen durch fehlerhafte Wählerverzeichnisse (z. B. sind kurz vor der Wahl verstorbene Personen noch in den Wahlregistern geführt), zu spät abgeschickte Briefwahlunterlagen, Krankheit oder entsprechende kurzfristige Verhinderung. Diese Gruppe wird auf 4 bis 5 % der Nichtwähler geschätzt.
Eine im September 2015 veröffentlichte Studie der Bertelsmann-Stiftung zur Wahlbeteiligung unterschiedlicher sozialer Milieus bei der Bundestagswahl 2013 zeigt, dass die Beteiligung der sozialen Oberschicht um bis zu 40 Prozentpunkte über der der sozial schwächeren Milieus liegt. Das führt dazu, dass die sozial benachteiligten Milieus im Wahlergebnis um bis zu ein Drittel unterrepräsentiert sind. Ihr Anteil an den Nichtwählern ist fast doppelt so hoch wie ihr Anteil an allen Wahlberechtigten. Gleichzeitig sind die sozial stärkeren Milieus deutlich überrepräsentiert. Diese soziale Spaltung der Wahlbeteiligung, so die Studie weiter, werde in Umfragen zu Wahlen systematisch unterschätzt.
Eine Untersuchung des DIW (Deutsches Institut für Wirtschaftsforschung) mit Blick auf die Zeit von 1990 bis 2014 belegt, dass die Wahlbeteiligung bei Bundes-, Landtags- und Kommunalwahlen in den neuen Bundesländern fast durchweg erkennbar niedriger als in den alten Bundesländern ist. Bei den Bundestagswahlen, so die im September 2015 publizierte Arbeit, lag sie im Osten (ohne das Land Berlin) stets zwischen drei und acht Prozentpunkten unter der im Westen. Deutlich ist die historisch niedrige Wahlbeteiligung bei Landtagswahlen. 2014 gaben beispielsweise in Sachsen und in Brandenburg jeweils nur unter 50 Prozent der Wahlberechtigten ihre Stimme ab.

## Deutung des Phänomens

### Notwendigkeit der Erklärung und Bewertung des Nichtwählens
Das Phänomen des Nichtwählens wird unterschiedlich eingeschätzt. Zwei entgegengesetzte Thesen stehen sich gegenüber. Während Vertreter der Krisenthese hinter der Wahlenthaltung überwiegend Politikverdrossenheit, Protest und eine Ablehnung des Systems ausmachen wollen, sehen andere hinter den steigenden Nichtwählerzahlen eine längerfristige Normalisierung, im Vergleich zu anderen westlichen Demokratien.

#### Normalisierungsthese
Sie besagt, dass das System funktioniere und die Zufriedenheit der Bürger damit so groß sei, dass der Wähler nicht mehr das Gefühl habe, bei jeder Wahl gebraucht zu werden. Außerdem würden nun auch in Deutschland die politisch Uninteressierten die Stimmabgabe verweigern, wie es in anderen demokratischen Ländern schon immer war. Mit dem Rückgang der Wahlbeteiligung werde die Bundesrepublik ganz einfach von einem Trend erfasst, der in anderen westlichen Demokratien schon früher einsetzte – von einem Krisensymptom wird in dieser Denkweise nicht gesprochen. Sozialer Wandel, Dealignment und steigende Flexibilität im Wahlverhalten lassen die Nichtwahl zu einer weiteren akzeptierten Option für den Wechselwähler werden.

#### Krisenthese
Vertreter dieser These sehen hingegen im Rückgang der Wahlbeteiligung ein Signal für vielfältig motivierte politische Unzufriedenheit und eine zunehmende Anti-Parteien-Haltung. Die Entwicklung in Deutschland basiert, dieser These zufolge, auf vermehrter Stimmenverweigerung politisch interessierter Bürger und ist als Warnsignal zu verstehen. Die Nichtwahl ist so verstanden ein bewusst eingesetztes Mittel, um Unzufriedenheit und Protest zu äußern – der vielbeschworene „Denkzettel“ und damit ein Akt politischen Verhaltens.
So wird in der Studie Nichtwähler in Deutschland festgestellt, die These, dass Nichtwähler „eher aus einem Gefühl der Zufriedenheit mit den politischen und gesellschaftlichen Zuständen heraus nicht zur Wahl gingen“, sei eindeutig widerlegt. Es zeige sich im Gegenteil, die „Unzufriedenheit mit der Art und Weise, wie viele politische Akteure heute Politik betreiben“, sei das Hauptmotiv der Nichtwähler, sich nicht mehr an Wahlen zu beteiligen. Auch die Studie Prekäre Wahlen – Hamburg kommt zu dem Ergebnis, je niedriger die Wahlbeteiligung ausfalle, desto ungleicher sei sie. Hinter einer sinkenden Wahlbeteiligung verberge sich häufig eine zunehmende soziale Ungleichheit der Wahlbeteiligung. „Die sozial stärkeren Gruppen der Gesellschaft beteiligen sich weiterhin auf vergleichsweise hohem Niveau, während die Beteiligungsquoten in den sozial schwächeren Milieus massiv einbrechen.“ Die Wahlbeteiligung werde sozial selektiver und die Wahlergebnisse seien sozial immer weniger repräsentativ in dem Sinne, dass in ihnen die Ansichten und Interessen aller Bevölkerungsgruppen entsprechend ihrem Anteil an der Wahlbevölkerung zum Ausdruck kämen.
Wenn aber in einer repräsentativen Demokratie der Willen großer Teile der Bevölkerung mangels Vertretern, die von ihnen gewählt wurden, nicht mehr artikuliert und nicht mehr in den Prozess der politischen Willensbildung einbezogen wird, dann leidet darunter die Legitimität des gesamten politischen Systems.

### Notwendigkeit der Erklärung des Wählens
Der Psychologe Thomas Grüter stellt die These auf, dass es im Kontext der „ökonomischen Theorie der Demokratie“ in der Tradition Anthony Downs’ („An Economic Theory of Democracy“) für den Einzelnen ein irrationales Verhalten sei, an Wahlen teilzunehmen. „Wirtschaftlich gesehen ist es sinnlos, zur Wahl zu gehen. Man muss […] sich die Zeit nehmen, Wahlprogramme zu studieren und das Wahllokal aufzusuchen. Dafür erhält man einen winzige[n] Anteil Mitbestimmung bei der Zusammensetzung des Parlaments. Der Ertrag geht also gegen Null und rechtfertigt – rational betrachtet – keinerlei Aufwand.“
Erklärt werden müsse, warum angesichts dessen Bürger trotzdem an Wahlen teilnehmen. Ob Überlegungen des homo oeconomicus dadurch kompensiert werden, dass „die Wähler […] die Teilnahme an der Wahl als staatsbürgerliche Pflicht […] oder als gesellschaftliches Ritual [ansehen], dessen Sinn nicht hinterfragt wird“, sei bislang noch nicht erforscht worden. Auch theoretisch, so Grüter, gebe es „kein Modell, mit dem man befriedigend erklären könnte, warum die Menschen eine Partei bevorzugen oder überhaupt zur Wahl gehen.“